# Lapahan Buaya
Lapahan Buaya is een bestuurslaag in het regentschap Aceh Singkil van de provincie Atjeh, Indonesië. Lapahan Buaya telt 356 inwoners (volkstelling 2010).